# Руль (газета)
«Руль» — русская эмигрантская ежедневная газета. Выходила в 1920—1931 годах в Берлине. Редактировалась лидерами кадетской партии И. В. Гессеном и В. Д. Набоковым. Тираж около 20 тыс.
Первый номер «Руля» вышел 17 ноября 1920 года. Сначала газета выходила на четырёх полосах, потом их количество было увеличено до шести. В издании были обычные для газет рубрики: новости, статьи, отчёты о мероприятиях, аналитические материалы, рекламные объявления. С десятого номера добавились литературные страницы, где публиковались, в частности, стихи Владимира Набокова (под псевдонимом Сирин).
В связи с перемещением в середине 1920-х годов политического центра российской эмиграции из Берлина в Париж, «Руль» утратил своё значение, а затем и вовсе прекратил своё существование.